# Licher BasketBären
Die Licher BasketBären waren eine Basketballmannschaft aus Lich, welche aus der Basketballabteilung des TV 1860 Lich hervorging. Als GmbH und vertraglicher Nutzer der Lizenz des Stammvereins spielte das Team zuletzt in der dritthöchsten deutschen Basketballliga ProB.
Im Mai 2017 traten Gesellschafter der Licher BasketBären zurück. Laufende Verträge, darunter auch mit dem Trainergespann um Rolf Scholz und Lutz Mandler, wurden damit wirkungslos. Die Lizenz, die zur Teilnahme an der ProB-Saison 2017/18 berechtigt, wanderte zurück zum Stammverein. Dieser realisierte in der Vorsaison unter dem Namen TV Lich Basketball (Die Zwote) zugleich den sportlichen Aufstieg in die 1. Regionalliga und verzichtete auf eine Übernahme der ProB-Lizenz, wie Anfang Juni 2017 von den Verantwortlichen verlautbart wurde.

## Geschichte

Ehemaliges Logo

Die Basketball-Abteilung Basketball des TV 1860 Lich wurde 1962 von Hermann Hinkel ins Leben gerufen. Die Entwicklung der Mannschaft war über die Jahrzehnte sehr erfolgreich und gipfelte, nach dem Aufstieg in die zweite Basketball-Bundesliga 1992, 1999 im Aufstieg in die Basketball-Bundesliga. Dort gelangen den Lichern jedoch nur drei Siege, sodass der direkte Abstieg zurück in die zweite Liga folgte. Seitdem spielten die Licher BasketBären im Basketball-Unterhaus, wobei sie dort in der 2. Liga Süd, der ProA und seit 2009 in der ProB (seit 2010 ProB Süd) an den Start gingen. Seit Juli 2009 trat die Mannschaft, die zuvor diverse Sponsorennamen trug, unter dem Namen Licher BasketBären an, der an den Namen in der Erstligasaison anknüpfte.
Die erste Mannschaft war sportlicher Kooperationspartner der Gießen 46ers, welche in der Basketball-Bundesliga spielen. Nachdem die Gesellschafter der BasketBären ihren Rückzug bekannt gaben, bekundete der Bundesligist Interesse an der Übernahme der nach wie vor gültigen Lizenz. Anfang Juni einigten sich der TV 1860 Lich sowie die Gießen 46ers schließlich auf eine Übertragung des Teilnahmerechts. Das Nachlizenzierungsverfahren seitens der Liga endete Mitte Juli 2017 durch einen Mehrheitsentscheid der Zweitligaclubs positiv für die 46ers. Die Mittelhessen starteten unter dem Namen Gießen 46ers Rackelos in die Spielzeit 2017/18. Neben diversen Spielern des letzten Licher Zweitligakaders wechselten auch die Trainer Rolf Scholz und Lutz Mandler zu den Rackelos.

### Vereinsnamen
- 1962–1999: TV 1860 Lich
- 1999–2000: Licher Basketbären
- 1999–2002: TV 1860 Lich
- 2002–2004: Avitos Lich
- 2004–2008: TV Lich
- 2008–2009: LTi Lich
- 2009–2017: Licher BasketBären

### Erfolge
- Aufstieg in die Basketball-Bundesliga (1999)
- Aufstieg der 2. Mannschaft in die 1. Regionalliga (2007, 2017)
- Qualifikation zur ProA (2007)

### Platzierungen seit der Saison 2004/05
- 2004/05: 2. Basketball-Bundesliga Süd – 9. Platz
- 2005/06: 2. Basketball-Bundesliga Süd – 13. Platz
- 2006/07: 2. Basketball-Bundesliga Süd – 7. Platz
- 2007/08: ProA – 12. Platz
- 2009/10: ProB – 15. Platz
- 2010/11: ProB Süd – 4. Platz (Anschließend im Viertelfinale der neueingeführten Play-offs mit 0:2 an den VfB Gießen Pointers gescheitert)
- 2011/12: ProB Süd – 9. Platz (Anschließend in den Play-downs mit 2:1 gegen SSV Lok Bernau den Abstieg verhindert)
- 2012/13: ProB Süd – 6. Platz (Anschließend im Viertelfinale der Play-offs mit 1:2 gegen die Hertener Löwen ausgeschieden)
- 2013/14: ProB Süd – 7. Platz (Anschließend im Viertelfinale der Play-offs mit 0:2 gegen den SC Rist Wedel ausgeschieden)
- 2014/15: ProB Süd – 9. Platz
- 2015/16: ProB Süd – 10. Platz
- 2016/17: ProB Süd – 9. Platz

### Ehemalige bekannte Spieler
- Michael Koch begann seine Karriere beim TV Lich, ebenso wie sein Bruder Stefan Koch, der aber schnell die Trainerlaufbahn einschlug.
- Thorsten Leibenath, spielte in den 1990er Jahren für Lich. Er ist derzeit Cheftrainer bei ratiopharm Ulm.
- Ryan DeMichael spielte von 2004 bis 2005 für Lich.
- Johannes Lischka spielte von 2005 bis 2009 für Lich. Er stand dazu parallel im Kader der Gießen 46ers.
- Tyron McCoy war 1999 bis 2000 für Lich aktiv. Nach weiteren Stationen bei den Frankfurt Skyliners, Bayer Giants Leverkusen und den EWE Baskets Oldenburg beendete er 2008 seine Karriere und arbeitete fortan als Trainer in der Basketball-Bundesliga.
- Jannik Freese war von 2008 bis 2009 via Doppellizenz für Lich aktiv. Danach spielte er für verschiedene Vereine der Basketball-Bundesliga, unter anderem Alba Berlin und Oldenburg.

### Cheftrainer der Licher BasketBären seit 2009
- 2009–2010:  Gerald Wasshuber
- 2010–2014:  Igor Starcevic
- 2014–2015:  Steven Key
- 2015–2016:  Joan Rallo Fernandez
- 2016–2017:  Rolf Scholz

## Spielstätte
Ihre Heimspiele bestritten die Licher BasketBären in der 1450 Zuschauer fassenden Dietrich-Bonhoeffer-Halle. Sie wurde 1999 wegen des Erstliga-Aufstiegs ausgebaut.